# Oso Oso
Oso Oso — американський рок-гурт з Лонг-Біч, Нью-Йорк. Його єдиною постійною учасницею є Джейд Лілітрі (вокал, гітара), раніше відома як учасниця State Lines. Гурт випустив три студійні альбоми та два міні-альбоми. Їхній реліз у 2019 році, Basking in the Glow, і реліз у 2022 році, Sore Thumb, були названі «Найкращою новою музикою» музичним онлайн-журналом Pitchfork[джерело?].

## Історія
На початку свого існування гурт мав назву osoosooso та стартував як сайд-проект. Його перший міні-альбом був випущений лейблом Soft Speak Records. Невдовзі після цього Джейд Лілітрі вирішила розширити свій проект і змінити його назву, посилаючись на листівки з орфографічними помилками як на одну з причин зміни. Того ж року Oso Oso випустив спліт з емо-гуртом Free Throw. У 2014 році Oso Oso випустили свій перший повноформатний альбом під назвою «Real Stories Of True People Who Kind Of Looked Like Monsters» на Soft Speak Records.  У 2017 році Oso Oso випустили свій другий повноформатний альбом під назвою «The Yunahon Mixtape» на Seal Mountain Records. У січні 2018 року Осо Осо підписав контракт з Triple Crown Records. У червні 2018 року гурт випустив свій перший реліз після підписання контракту з Triple Crown Records .
Свій третій альбом «Basking in the Glow» Oso Oso випустили 19 серпня 2019 року.
У березні 2021 року помер гітарист гурту Тавіш Мелоні, у віці 24 років. У квітні гурт випустив відео свого останнього концерту з Мелоні, яке було записане у грудні 2020 року.

## Вплив
Лілітрі вказує на гурти емо з Лонг-Айленда, такі як Brand New і Taking Back Sunday, як на основні джерела впливу на його музичний стиль. Він згадує, як сильно його вражали альбоми другого курсу «Deja Entendu» і «Where You Want to Be», які він часто слухав у початковій школі. Його музичну подорож почалося з першого концерту на виступі Bayside у невеликому клубі у 2006 році, де на розігріві виступав тоді маловідомий Paramore. Іншими важливими впливами для нього були гурти Archers of Loaf, The Cars і Death Cab for Cutie.

## Дискографія
Студійні альбоми
- Real Stories of True People Who Kind of Looked Like Monsters (2015, Soft Speak Records)
- The Yunahon Mixtape (2017, Seal Mountain Records)
- Basking in the Glow (2019, Triple Crown Records)
- Sore Thumb (2022, Triple Crown Records)

Спліти
- Osoosooso (2014, Soft Speak Records)
- Oso Oso/Штрафний кидок (2014, Soft Speak Records)
- gb/ol h/nf / subside (2018, Triple Crown Records)